# San Marco műholdak

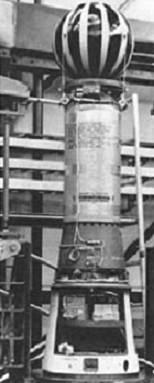
A San Marco 1 műhold

A San Marco egy 1964 és 1988 között lezajlott olasz űrkutatási program, illetve az annak során felbocsátott öt olasz műhold neve.
A projekt ötlete Luigi Broglio professzortól származik. A projekt hivatalosan 1962-ben indult Olaszország és az Egyesült Államok együttműködésével. Mind az öt műholdat amerikai Scout rakétával bocsátották fel, amit az Egyesült Államok adott a program részére. A műholdak közeli ellipszispályán keringtek, és küldetésük végeztével visszatértek a légkörbe, ahol elégtek.
A műholdak eredeti jelölése az ABC betűivel történt, zárójelben megadjuk a magyar nyelvterületen általában használatos, sorszámmal való jelölést is.

## San Marco A
A San Marco A (San Marco–1) a sorozat első tagja, 1964. december 15-én indult. Ezzel Olaszország a negyedik olyan ország lett, ami saját műholdat bocsátott a világűrbe (a Szovjetunió az USA és Anglia után). A műholdat az amerikai kezelésben lévő, Wallops-szigeti légibázisról bocsátották fel.

## San Marco B

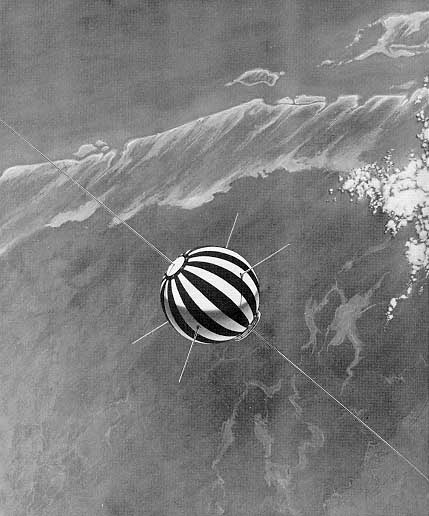
A San Marco 2 (művészi ábrázolás)

A San Marco B (San Marco–2) felbocsátása 1967-ben volt, a helyszín innentől kezdve az olasz kezelésben lévő, Indiai-óceánban elhelyezkedő San Marco vízibázis (mai neve: Centro Spaziale Luigi Broglio, Kenya partjaitól nem messze, az egyenlítő közelében, attól 2° 56'-re délre). A San Marco közelében a Santa Rita nevű hasonló vízibázis a műszaki kiszolgálást látja el (radar, telemetria, infrastruktúra).

## San Marco C-1
A San Marco–3 felbocsátása 1971 áprilisában történt. (1971-04-24, NSSDC ID: 1971-036A) A műhold tömege 163 kg. A műhold 75 cm átmérőjű gömb, négy darab, 48 cm-es antennával. Energiaellátás: napelemmel. Pályaadatai: 226 km, illetve 723 km. Keringési idő: 94 perc. 1971. november 28-án tervezett módon visszaérkezett a légkörbe.

## San Marco C-2
A San Marco–4 felbocsátása 1974 februárjában volt (1974-02-18 NSSDC ID: 1974-009A). A műhold tömege 164 kg. Pályaadatai: 232 km, illetve 905 km. Keringési idő: 96 perc. 1976. május 4-én tervezett módon visszaérkezett a légkörbe.

## San Marco D/L

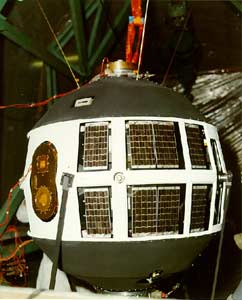
A San Marco 5

A San Marco–5 (törölve), San Marco–6 a sorozat utolsó tagja, felbocsátása 1988 márciusában volt (1988-03-25 19:50:46 UTC). Pályaadatai: 263 km, illetve 615 km magasság, 93,4 perc keringési idő, tömeg 273 kg. A műhold 96,5 cm átmérőjű gömb, négy darab, 48 cm-es antennával. Az energiát napelem szolgáltatta, ami NiCd akkumulátort töltött. December 6-án tervezett módon visszaérkezett a légkörbe.

## Tudományos célok
- a magaslégkör sűrűségének folyamatos és pontos mérése az ún. Broglio-mérővel
- a légkör nyomásának és hőmérsékletének mérése
- a légkör összetételének mérése tömegspektrométerrel
- az ionoszféra elektronsűrűségének mérése a magasság függvényében
- az elektronok hőmérsékletének mérése
- az ionoszféra szabálytalanságainak kimutatása
- az ionok és elektronok koncentrációjának mérése
- az ionizált részecskék sebességének mérése
- a napsugárzás figyelése
- a magaslégkör viselkedésének vizsgálata és annak hatása a földi időjárásra
- az akkor még csak tervekben szereplő Space Shuttle küldetésekhez szükséges egyéb adatok mérése

## Fordítás
- Ez a szócikk részben vagy egészben  a   San Marco (satelliti artificiali) című olasz Wikipédia-szócikk fordításán alapul.  Az eredeti cikk szerkesztőit annak laptörténete sorolja fel. Ez a jelzés csupán a megfogalmazás eredetét és a szerzői jogokat jelzi, nem szolgál a cikkben szereplő információk forrásmegjelöléseként.